# Conistra grisescens
Conistra grisescens là một loài bướm đêm trong họ Noctuidae.